# Hal Roach Studios
Hal Roach Studios foi uma companhia cinematográfica dos Estados Unidos que iniciou suas atividades na era do cinema mudo e operava em Culver City, Califórnia. O estúdio foi fundado por Hal Roach (1892-1992) por volta de 1919, e localizava-se no 8822 Washington Boulevard, Culver City, Califórnia, ocupando uma área de de 14,5 acres (58.680 m²), e outrora era conhecido como "The Lot of Fun", contendo 55 edifícios. Produzia principalmente comédias curtas e filmes independentes, e seus mais famosos atores foram Stan Laurel e Oliver Hardy. Foi considerado o “Laugh-Factory to the World” ("Fábrica de rir para o mundo").
Após o estúdio entrar em falência, o material do estúdio foi comprado em 1971 por uma empresa canadense que adotou o nome de Hal Roach Studios, continuando a produção e distribuição para cinema e televisão sob o mesmo nome.

## Histórico

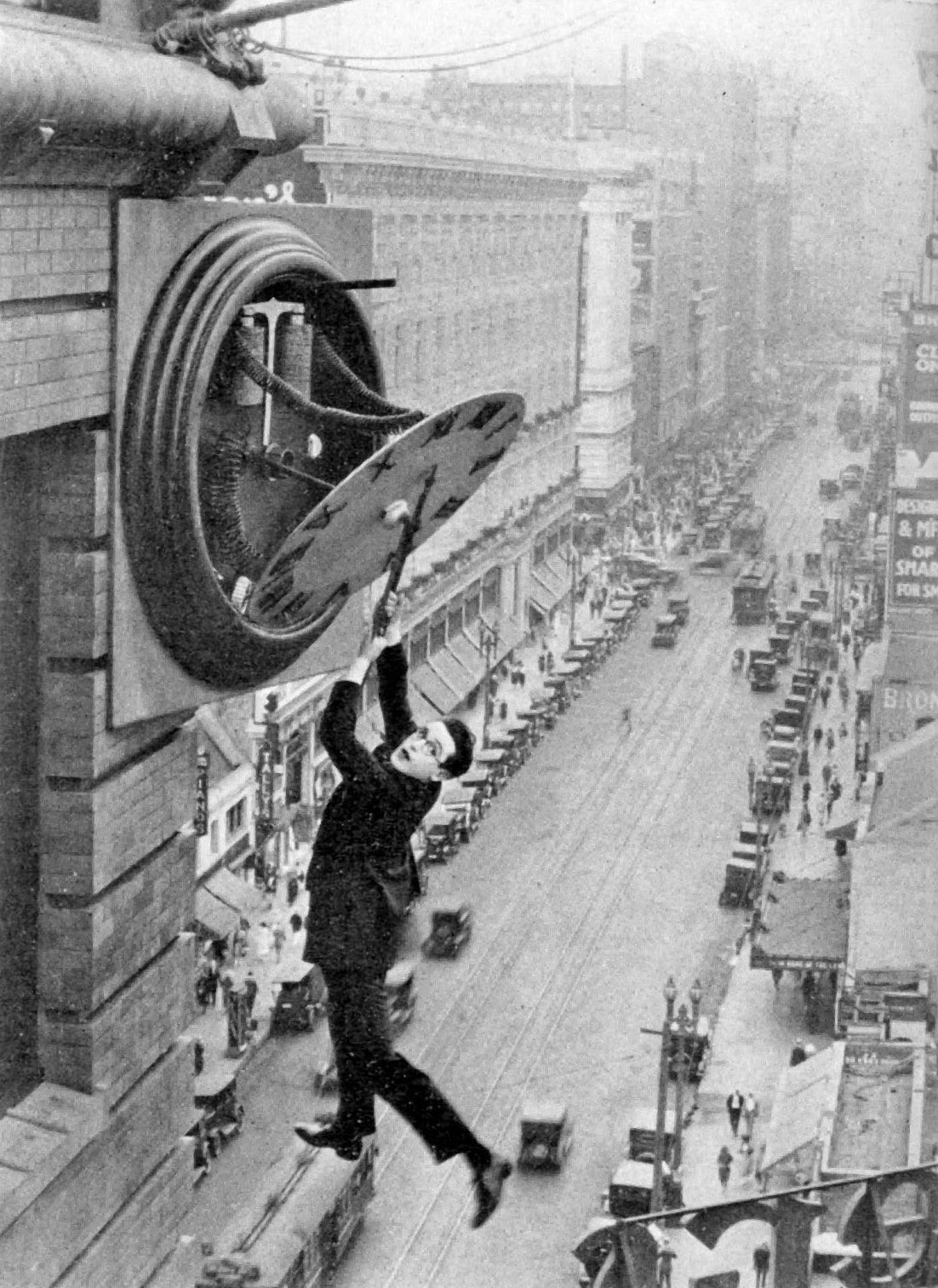
Harold Lloyd em Safety Last (O Homem Mosca), filme produzido em 1923 pelo Hal Roach Studios

Hal Roach teve uma juventude interessante, quando jovem conheceu Mark Twain, e seu avô viveu numa plantação de Virgínia, adjacente a uma propriedade de Lee. Hal se tornou um aventureiro e, quando viu um anúncio oferecendo um dólar por dia para vaqueiros experientes servirem como conselheiros técnicos em filmes da Universal Pictures, em 1912, viajou para a capital do cinema e subiu rapidamente de extra a produtor de filmes.
Ajudado por uma pequena herança, Hal Roach lançou sua primeira unidade de produção em 1914, usando os parques de Los Angeles para locações e as histórias que ele escrevia para scripts. Desde 1914, produziu filmes mudos, filmes sonoros de curta e longa-metragem. As histórias eram sempre elásticas o suficiente para caber em qualquer circunstância.
A primeira estrela criada por Roach foi Harold Lloyd, cujos filmes durante a década de 1920 arrecadaram muito. Com Roach como seu produtor e, muitas vezes, seu diretor, Harold Lloyd desenvolveu um estilo sofisticado e emocionante de comédia. Roach apresentou personagens de apoio, como Snub Pollard e, mais tarde, Sunshine Sammy (em Our Gang). Stan Laurel teve, também, sua própria série.

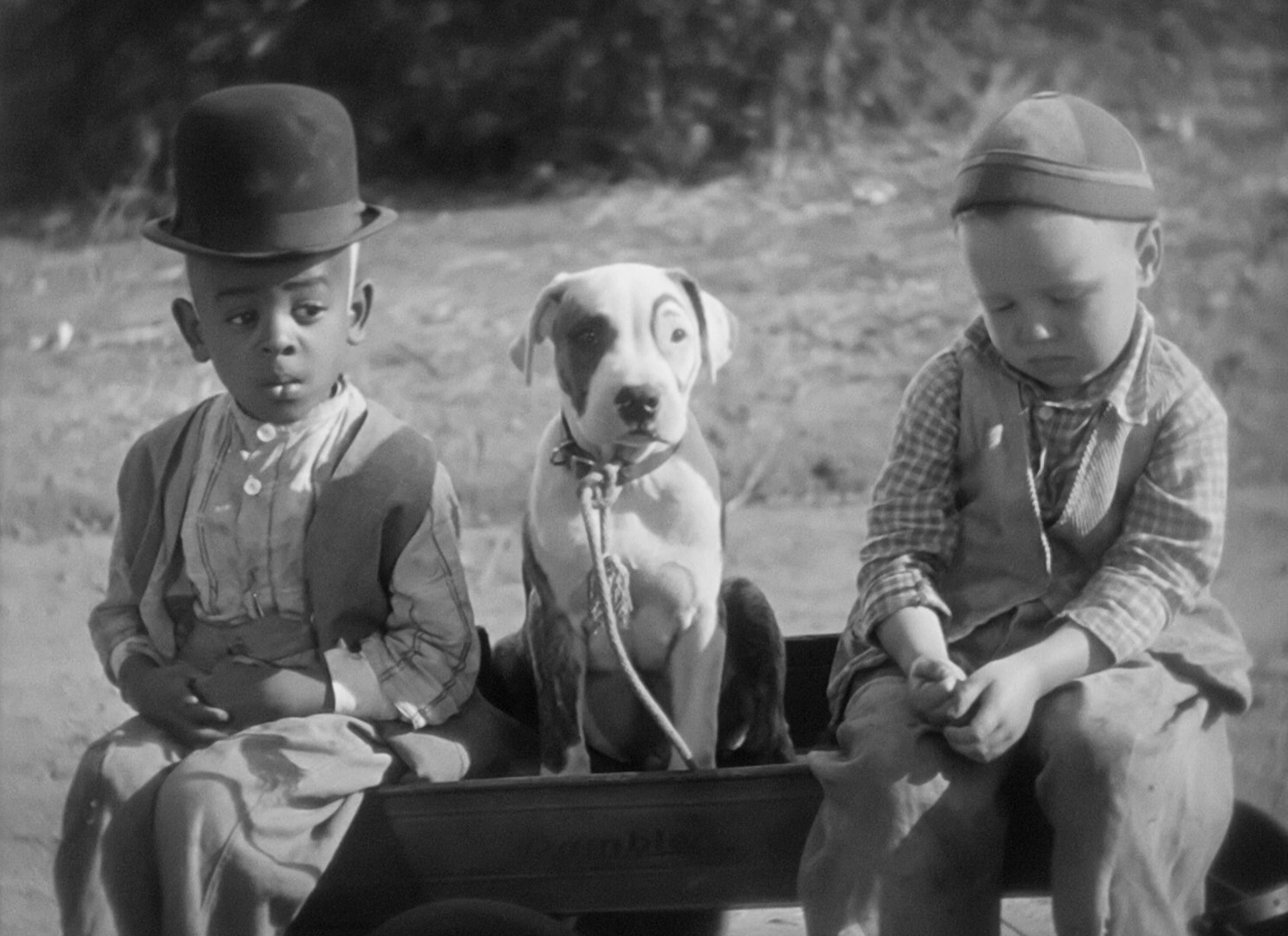
Matthew Beard, Pete the Pup e Bobby Hutchins no episódio de Our Gang “School's Out”.

Por volta de 1919, no limiar da “Idade de Ouro das Comédias”, Roach tinha prosperado e construiu a sua própria companhia, situada nas colinas verdes de Culver City, não muito longe de Hollywood, e começaria ali o Hal Roach Studios, que seria a casa da comédia por quase meio século.
Durante a década de 1920 e 1930, o estúdio empregou atores como Harold Lloyd, Will Rogers, Max Davidson, os garotos da Our Gang, Charley Chase, Harry Langdon, Thelma Todd, ZaSu Pitts, Patsy Kelly, Theda Bara, Mabel Normand e, os mais famosos, Laurel and Hardy. Durante a década de 1920, o maior rival de Roach foi o produtor Mack Sennett. Em 1925, Roach contratou o diretor de supervisão de Sennett, F. Richard Jones.
Alguns dos notáveis escritores, diretores e fotógrafos que tiveram seu início e aprenderam seu ofício trabalhando nos filmes de Roach foram Leo McCarey, George Stevens, Frank Tashlin, Douglas Gordon, William Beaudine, Tay Garnet, Frank Capra, Hal Mohr, George Marshall, Clyde Bruckman e Frank Butler.
Embora Roach tenha feito alguns seriados e filmes dramáticos, nos primeiros vinte anos ganhou notoriedade como produtor das melhores comédias curtas da indústria cinematográfica. Por volta de 1934, no entanto, os curta-metragens lentamente foram desaparecendo.
Durante a Segunda Guerra Mundial, a Força Aérea usou o estúdio para projetos de cinema especializado, e chegou a ser denominado “Fort Roach”. Após a guerra, Hal Roach converteu seu estúdio para produção de televisão e se tornou o primeiro estúdio exclusivamente dedicado a este tipo de produção.
Em 1955, Hal Roach vendeu o estúdio para seu filho Hal, Jr. Em 1959, o estúdio declarou falência.

## Período atual
O estúdio foi demolido em 1963 (apesar das tentativas para reabrir as instalações como Landmark Studios) e substituído por uma concessionária de automóveis, empresas e edifícios industriais leves. Hoje, "Landmark Street", em Culver City, desce em meio ao lote do antigo estúdio. Uma placa encontra-se em um pequeno parque em frente ao local do estúdio, colocado lá por The Sons of the Desert, uma organização internacional devotada aos filmes de Stan Laurel e Oliver Hardy.
A maioria da filmoteca do estúdio foi comprada em 1971, por uma empresa canadense que adotou o nome de Hal Roach Studios. Um dos combinados dessa negociação foi o de manter a biblioteca para a pesquisa pública e licenciamento de produtos com base nos filmes clássicos.
Em 1983, Hal Roach Studios foi um dos primeiros estúdios a aventurar-se no controverso negócio de colorização de filmes, criando versões coloridas digitalmente de vários episódios de Laurel and Hardy, o filme de Frank Capra It's a Wonderful Life e outros filmes populares. Na década de 1980, a Hal Roach Studios produziu Kids Incorporated em associação com o antigo parceiro de negócios MGM. Durante a década de 1980, a Hal Roach Studios distribuiu sua biblioteca de filmes clássicos, como filmes em domínio público, em home video. De 1988 a 1990, ao produzir Kids Incorporated, Hal Roach Studios era conhecido como Qintex.
Nos anos que se seguiram, Roach Studios mudou de mãos várias vezes. O produtor de televisão independente Robert Halmi comprou a empresa no início de 1990, e ela se tornou a RHI Entertainment. Pouco tempo depois, esta empresa sucessora foi adquirida pela Hallmark Entertainment em 1994, mas Halmi, Robert Halmi Jr. e filiais da empresa Kelso & Company readquiriram a empresa em 2006. Hallmark Entertainment foi absorvido pela RHI Entertainment (com a Vivendi como o atual parceiro de home video).

## Hal Roach & Ruth Roland Serials
A atriz do cinema mudo Ruth Roland organizou sua própria companhia cinematográfica, a Ruth Roland Serials, com a finalidade de produzir os seus seriados. A Hal Roach Studios começou sua produção em parceria com Ruth Roland Serials, com os seriados White Eagle e The Timber Queen, filmados em 1921 e 1922, e lançados em 1922. Os seriados de Ruth Roland foram promovidos dentro do Hal Roach Studios, com supervisão de Hal E. Roach.

## Filmografia parcial

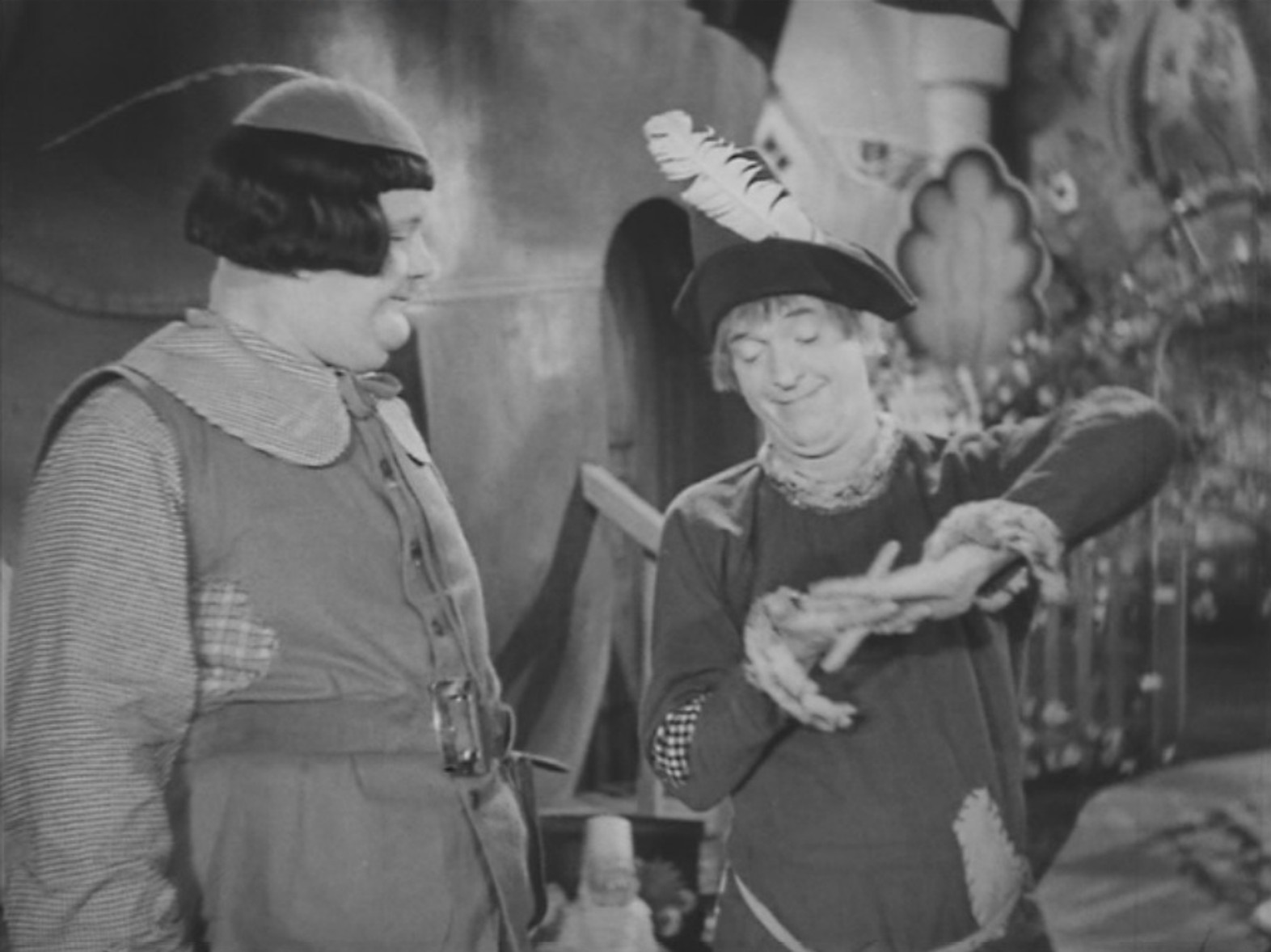
Stan Laurel e Oliver Hardy no curta-metragem Babes in Toyland, de 1934.

- A Sailor-Made Man (1921) – com Harold Lloyd
- Grandma's Boy (1922)
- Light Showers (1922)
- Days of Old (1922)
- Kill the Nerve (1922)
- Full o' Pep (1922)
- Stand Pat (1922)
- Jump Your Job (1922)
- White Eagle (1922)
- The Timber Queen (1922)
- Her Dangerous Path (1923)
- Tight Shoes (1923)
- A Loose Tightwad (1923)
- The Cobbler (1923)
- Jailed and Bailed (1923)
- A Tough Winter (1923)
- Once Over (1923)
- Don't Say Die (1923)
- The Champeen (1923)
- Mr. Hyppo (1923)
- Paste and Paper (1923)
- Dig Up (1923)
- Watch Your Wife (1923)
- Wait for Me (1923)
- Safety Last (O Homem Mosca) (1923) – com Harold Lloyd
- The Noon Whistle (1923) – com Stan Laurel
- White Wings (1923) – com Stan Laurel
- Under Two Jags (1923) – Com Stan Laurel
- Back Stage (Entre Bastidores) (1923) – com Our Gang
- Oranges and Lemons (1923) – com Stan Laurel
- Roughest Africa (Um Caçador na África) (1923) – com Stan Laurel
- Smithy (1924) – com Stan Laurel
- The Perfect Lady (1924) – com Oliver Hardy
- The King of the Wild Horses (O Rei dos Cavalos) (1924) – com Edna Murphy e Rex the Wonder Horse
- Near Dublin (Pedro às Pedradas) (1924) – com Stan Laurel
- The Fox Hunt (1925)
- The Big Kick (1925)
- Charley My Boy (1926)
- Madame Mystery (1926) – com Theda Bara e Oliver Hardy
- Ten Years Old (1927)
- Love 'Em and Weep (O Namorado) (1927) – com Stan Laurel
- Bigger and Better Blondes (1927) – com Charley Chase e Jean Arthur
- Slipping Wives (1927) – primeiro filme em que propositadamente Stan Laurel e Oliver Hardy trabalharam juntos.
- Why Girls Love Sailors (1927) - com Stan Laurel e Oliver Hardy
- With Love and Hisses (Os Reservistas) (1927) – com Stan Laurel e Oliver Hardy
- Sugar Daddies (Velhos e Velhacos) (1927) - com Stan Laurel e Oliver Hardy
- Sailors Beware (Cuidado com os Marujos) (1927 - com Stan Laurel e Oliver Hardy
- The Second 100 Years (Prisioneiros Azarados) (1927) - com Stan Laurel e Oliver Hardy
- From Soup to Nuts (Da Sopa à Sobremesa) (1928) - com Stan Laurel e Oliver Hardy
- That's My Wife (Apresento-lhe a Minha Esposa) (1929) - com Stan Laurel e Oliver Hardy
- Unaccustomed As We Are (Vizinhas Camaradas) (1929)
- Brats (1930)
- Bigger and Better (1930)
- Noche de duendes (1930)
- Teacher's Pet (1930)
- Dollar Dizzy (1930)
- Doctor's Orders (1930)
- The Laurel-Hardy Murder Case (As Aventuras de Laurel e Hardy) (1930)
- Pups Is Pups (1930)
- Locuras de amor (1930)
- Skip the Maloo! (1931)
- Big Ears (1931)
- Call a Cop! (1931) (não-creditada)
- Catch as Catch Can (1931)
- Pardon Us (1931)
- The Panic Is On (1931)
- Let's Do Things (1931)
- The Music Box (Caixa de Música) (1932)
- County Hospital (Estado Grave) (1932)
- Scram! (1932)
- The Midnight Patrol (A Patrulha da Meia Noite) (1933)
- Sons of the Desert (1933)
- Babes in Toyland (1934)
- Them Thar Hills (O Poço de Pifão) (1934)
- Tit for Tat (Dente por Dente) (1935)
- On the Wrong Trek (Caminho Errado) (1936)
- Pick a Star (Mania de Hollywood) (1937)
- Swiss Miss (Queijo Suiço) (1938) – co-produção com a MGM
- There Goes My Heart (Aí vai meu coração) (1938) – com Fredric March
- Block-Heads (1938)
- Merrily We Live (1938)
- Of Mice and Men (Carícia Fatal) (1939) – com Burgess Meredith, Lon Chaney Jr. e Betty Field, baseado no livro de John Steinbeck
- The Housekeeper's Daughter (Criada para Amar) (1939) – com Joan Bennett
- Saps at Sea (Marujos Improvisados) (1940)
- Captain Caution (Capitão Cauteloso) (1940) – om Victor Mature
- One Million B.C. (O Despertar do Mundo) (1940) – com Victor Mature
- Topper Returns (1941) - com Joan Blondell
- All-American Co-Ed (1941)
- Road Show (Romance no Circo) (1941) – com Adolphe Menjou e Carole Landis
- Flying with Music (1942)
- Who Killed Doc Robbin (1948)